# کریستین ساتر (بازیکن فوتبال)
کریستین ساتر (انگلیسی: Christian Sauter؛ زادهٔ ۱۱ فوریهٔ ۱۹۸۸) بازیکن فوتبال اهل آلمان است.
از باشگاه‌هایی که در آن بازی کرده‌است می‌توان به باشگاه فوتبال هایدنهایم، باشگاه فوتبال اولم ۱۸۴۶، باشگاه فوتبال زاربروکن، و باشگاه فوتبال اشتوتگارت اشاره کرد.